# Кайвано
Кайвано (итал. Caivano) — город в Италии, располагается в регионе Кампания, в провинции Неаполь.
Население составляет 36 980 человек (на 2004 г.), плотность населения составляет 1336 чел./км². Занимает площадь 27 км². Почтовый индекс — 80023. Телефонный код — 081.
Покровительницей города почитается Пресвятая Богородица (Maria Santissima di Campiglione), празднование во второе воскресение мая.